# 亚当·戈米利
亚当·戈米利（英語：Adam Gemili，1993年10月6日—）生于伦敦，是英国男子田径运动员，主攻短跑项目，曾就读于東倫敦大學。他拥有伊朗血统和摩洛哥血统。他曾接触过足球运动，场上位置是后卫，在其足球生涯期间，他曾效力于切尔西青年俱乐部长达七年，后来在2008年至2009年间效力于雷丁青年俱乐部。他曾考虑过同时从事田径和足球这两项运动，但在2012年他决定放弃足球，全身心投入到田径当中。